# Ryszard Nowak (ur. 1953)
Ryszard Nowak (ur. 29 grudnia 1953 w Gdańsku) – polski polityk, urzędnik, samorządowiec, poseł na Sejm II kadencji.

## Życiorys

### Wykształcenie
Z zawodu deklaruje się jako specjalista do spraw zarządzania i bankowości, a wcześniej przewodnik górski. Ukończył w 1979 Studium Turystyczno-Hotelarskie w Jeleniej Górze.

### Działalność polityczna
W latach 1993–1997 sprawował mandat posła na Sejm, wybranego z okręgu jeleniogórskiego z listy Unii Pracy. Zasiadał w Komisji Łączności z Polakami za Granicą, Komisji Sprawiedliwości i Praw Człowieka, Komisji Młodzieży, Kultury Fizycznej i Sportu oraz w Komisji Mniejszości Narodowych i Etnicznych. W 1997 bez powodzenia ubiegał się o reelekcję (otrzymał 7711 głosów). W wyborach samorządowych w 1998 został wybrany radnym Szklarskiej Poręby z ramienia własnego komitetu. Później wstąpił do Polskiego Stronnictwa Ludowego i w 2001 również bezskutecznie kandydował do Sejmu z listy tej partii.
W 2002 zdobył mandat radnego w radzie powiatu jeleniogórskiego z ramienia KWW Rodziny Karkonoskiej. W 2004 startował w wyborach uzupełniających do Senatu z ramienia PSL, zajmując 4. miejsce wśród 7 kandydatów.
W 2005 wstąpił do Samoobrony RP. W 2006 uzyskał ponownie mandat radnego powiatu z listy tego ugrupowania, a w 2005 bezskutecznie kandydował do Sejmu (otrzymał 1882 głosy). W 2007 został wicedyrektorem jednostki organizacyjnej w administracji państwowej. W wyborach samorządowych w 2010 bez powodzenia ubiegał się o reelekcję do rady powiatu z listy KWW Rodzina Karkonoska.

### Działalność społeczna
Od połowy lat 90. określa się jako przeciwnik sekt. Od 1997 organizuje akcję pod nazwą Lato bez sekt. Przewodniczy Ogólnopolskiemu Komitetowi Obrony przed Sektami, deklarującemu zwalczanie grup przestępczych działających pod przykrywką związku wyznaniowego lub kościoła.
W 2007 zapowiadał opracowanie raportu zawierającego tzw. czarną listę zespołów satanistycznych, aby nie dopuszczać do organizowania imprez z udziałem zespołów rockowych i metalowych uznanych przez OKOpS za propagujące satanizm. Twierdził również, iż ideologię satanizmu propaguje Jerzy Owsiak. W 2009 przegrał w pierwszej instancji proces cywilny o naruszenie dóbr osobistych Adama Darskiego. W 2009 złożył doniesienie o podejrzeniu popełnienia przez piosenkarkę Dorotę Rabczewską przestępstwa obrazy uczuć religijnych, co doprowadziło do przedstawienia jej zarzutów i rozpoczęcia procesu karnego w 2011, zakończonego w 2012 prawomocnym wyrokiem skazującym na grzywnę.
Niektóre środowiska zajmujące się kwestią sekt (przedstawiciele punktów informacyjnych i redakcji kwartalnika „Sekty i Fakty”) wydały oświadczenie, że błędnie są kojarzone z Ryszardem Nowakiem, ponieważ on nigdy nie był i nie jest reprezentantem bądź współpracownikiem któregokolwiek z tych ośrodków.